# Jana Petrů
Jana Petrů (* 14. července 1938 Praha – 6. května 1990) byla česká zpěvačka. Byla jednou z nejoblíbenějších českých zpěvaček počátku 60. let 20. století.

## Životopis
Kariéru začala v roce 1962 jako kmenová zpěvačka velkého tanečního orchestru PKOJF v Praze, pod vedením Kamila Lochmana. Zpívala široký repertoár od swingu po rock’n’roll – hostovala s Tanečním orchestrem Čs. rozhlasu (TOČR), orchestrem Karla Vlacha, příležitostně s orchestrem Ferdinanda Havlíka a orchestrem Karla Duby. Výjimečně zpívala i náročnější jazz (s SHQ Karla Velebného). Velký úspěch slavila v duetech s Josefem Zímou, Karlem Gottem, Karlem Hálou, Milanem Chladilem, Milanem Martinem, Standou Procházkou a Miroslavem Šubou. Jejím největším hitem byl duet s Karlem Gottem Den je krásný z prvního českého muzikálu Starci na chmelu. Na začátku 70. let odešla z hudební scény. Dne 6. května 1990 zemřela při požáru ve svém bytě. 

## Jméno zpěvaček Jany Petrů a Petry Janů
Jana Petrů je i vlastní jméno zpěvačky Petry Janů, která si změnila jméno, aby nevznikaly záměny s Janou Petrů.

## Nejznámější hity
- Den je krásný
- Proč a nač
- Páni rodičové
- Sentimentální
- Kolotoč

## Ocenění
- Zlatý slavík 1964 – 3. místo (v roce 1963 14. místo, v roce 1965 6. místo)

## Filmografie
- Starci na chmelu (1964) – zpěv
- Lov na mamuta (1964) – zpěv
- V každém pokoji žena (1974) – zpěv

## Diskografie
- 2006 Den je krásný (FR centrum, František Rychtařík), CD)
- 1968 Zajíček – Jana Petrů / Červená se malina – Inkognito Kvartet (SP)
- 1966 Tenkrát a dnes – Josef Zíma & Jana Petrů / To vůbec nevadí – Josef Zíma & Eva Pilarová (SP)
- 1965 Dříve, než se s vámi sejdu – (Supraphon, Fonopohlednice, Hudobná pohlednice)
- 1965 Si, si, si, signorina – Josef Zíma / Jen ty jediný – Jana Petrů (Supraphon, SP)
- 1964 Děti slunce – Jana Petrů a Josef Zíma / Červená řeka – Helena Vondráčková (Supraphon, SP)
- 1963 Páni rodičové – J. Petrů, Pod oknem – Y. Simonová / Tři panenky – Y. Simonová, Proč ho mám ráda – Yvetta Simonová (Supraphon, SP) (s orchestrem K. Vlacha)
- Kánoe pro dva – Jana Petrů a Miroslav Šuba, Kamarád oheň – Jiří Vašíček, Trosečnice – Jiří Bruder / Den se krátí – Rudolf Pellar, Drnová chýše – Rudolf Pellar – (Supraphon, SP)

### Kompilace
- 2007 Pop galerie – Josef Zíma (Supraphon, CD) – 19. skladba Josef Zíma & Jana Petrů – Proč a nač
- 2007 Zlatá kolekce – Karel Gott (Reader’s Digest / Supraphon, 5CD) – CD č. 4, 4. skladba Karel Gott & Jana Petrů – Den je krásný
- 1999 Superhity století filmové (Universal Music, CD) – 2. skladba Páni rodičové
- 2002 Starci a klarinety (BMG-Ariola, CD), Jana Petrů & TOČR – Bossa Nova
- 2000 Zlaté časy – Nestarnuce hity (CD), Jana Petrů & Karel Gott – Den je krásný
- 2000 Cikánka – To nejlepší z Karla Vacka – Karel Vacek (Supraphon, CD) – 10. skladba Jana Petrů a Standa Procházka – Skřivánek zpíval
- 1999 České hity 1965 (vol. 2) (CD) – 10. skladba Jen ty jediný
- 1999 České hity 1964 (CD) – 7. skladba Malý vůz
- 1999 České hity 1963 (CD) – 11. skladba U nás v podkroví, 20. skladba Pozor, bossa nova!
- 1999 České hity 1962 (CD) – 7. skladba Páni rodičové
- 1996 Starci a klarinety (BMG-Ariola, Bonton, CD) – 5. skladba Karel Gott & Jana Petrů – Den je krásný, 6. skladba Bossa Nova